# シハーム・シュライテフ
シハーム・シュライテフ (Siham Shraiteh; 1956年または1957年- ) は、1978年7月にレバノン共和国の首都ベイルートで起こった拉致事件（レバノン人女性拉致事件）の被害者。「日本で仕事がある」といわれて騙され、北朝鮮（朝鮮民主主義人民共和国）に連行された。ムスリマ（イスラム教徒）。拉致時点での年齢は21歳。いったん救出されたがイスラームの教えにしたがって北朝鮮に戻り、アメリカ人脱走兵のジェリー・パリッシュの妻となって3人の子を育てた。

## 拉致事件
1978年夏、キリスト教女子青年会（YWCA）秘書学院に2人の東洋人が訪れた。2人は、日本の日立製作所の関係者であると名乗り、「容姿端麗で未婚、フランス語ができる女性」を秘書として募集している旨を告げ、現地の女性に応募を呼びかけた。そして応募の結果採用が決まった女性4人を目的地であるはずの日本ではなく、ユーゴスラビアのベオグラード経由で北朝鮮に拉致した。
女性達は主体思想に基づいたスパイ教育を受け続けており、約束が違うと再三にわたって帰国を要求したが断られた。彼女たちは北朝鮮はどうしても自分たちを工作員に養成しようとしていることに気づき、従順な姿勢をとるようにした。一方、日本に到着して連絡をくれるはずの女性たちからいつまで経っても連絡がないので、家族たちが異変に気づいた。1979年4月、4人のうちの2人がベオグラードに送られ、家族に電話をかけさせられ「元気で暮らしているから心配しないで欲しい」と告げるよう強制された。ベオグラードからの電話に不穏なものを感じたシハームの母親はイタリア警察に相談したという。
女性たちは1979年夏までに何度か工作活動の練習として海外に派遣されることがあった。サミア・カブラとナイマ・カシルの2人はこの機会を逃さず、同年8月、ベオグラードのホテルで「美容室に行きたい」と願い出て許され、そのまま市内のレバノン大使館に逃げ込んで保護された。この2人は脱出に成功した。これにより、女性たちが北朝鮮によって拉致されていたことが明らかになった。
彼女たちの証言により拉致事件が発覚し、捜査が開始された。その結果、最初にYWCAを訪れた東洋人2名は実は北朝鮮工作員であり、レバノン国内に協力者がいることも明らかになった。レバノン国内では連日、「エル・ナハル」（"EL NAHAR"）紙などにより事件の報道がなされ、世論が後押しして政府を動かした。レバノン政府は北朝鮮に対して強硬に抗議し、国交断絶を宣言した。また、女性返還に応じなければ武力による攻撃も辞さないと北朝鮮側に圧力をかけた。これに対し北朝鮮当局は残りの女性2人、ハイファ・スカフとシハーム・シュライテフを1979年11月に解放し、彼女たちは極秘手段で無事にベイルートに帰還した。しかし、シハーム・シュライテフはアメリカ人脱走兵のジェリー・パリッシュと結婚しており、妊娠していた。妊娠中絶はイスラームの教義に反しているので、彼女は仕方なく再び北朝鮮に戻り、夫のパリッシュとともにチャールズ・ジェンキンス・曽我ひとみ夫婦らと同じアパートで暮らした。

## 北朝鮮での生活
チャールズ・ジェンキンスは自伝の中で、シハームと他の3人の若いレバノン人女性は騙されて北朝鮮に連れてこられた事件の被害者であり、うち1人は、レバノン政府の有力者を両親に持っていたので、4人ともいったんはレバノンに帰されたのだと証言している。正確には、うち2人はベオグラードで脱出に成功し、シハームを含む残る2人も帰されたのであった。ただし、シハームだけはイスラム教徒だったので、家族はその教えにしたがい北朝鮮に送り返したという。母ハイダールにとってシハームは一人娘であったが、北朝鮮という国がどういう国家であるかの認識に乏しく、韓国とほぼ同じようなものだと考えており、また、娘が北朝鮮の人権状況や暮らしぶりを知っていたら送り返すようなことはしなかったと後悔した。シハームはまた、パリッシュが北朝鮮で自分を守ってくれた人だとも母親に伝えていた。
シハームはジェリー・パリッシュとのあいだに3人の息子をもうけた。1980年4月生まれのナヒ、1981年8月生まれのマイケル、1986年春に生まれたリッキーである。1984年11月、立石里に米国人用のアパートが完成し、4世帯がそこに入居した。ジェームズ・ドレスノクとドイナ・ブンベアの夫婦、ジェンキンスと曽我ひとみの夫婦も同じころ子どもができていたので、アパートはさながら幼稚園の様相を呈したという。ラリー・アブシャーの未亡人となったタイ人のアノーチャ・パンジョイの棟の1室が子どもたちの遊び場となり、アノーチャが子どもたちのおばさんのような役目をになった。3家族の子どもたちはみな互いにたいへん仲が良かったという。
ジェンキンスはまた、ヨーロッパで拉致され、夫婦となっていた石岡亨と有本恵子を平壌市内で目撃したことを、手記に記している。それによれば、目撃したのは1986年のある日で、場所は外貨専門の楽園百貨店、ジェンキンス・ひとみ夫妻とパリッシュ・シハーム夫妻の4人で買い物に来ていた。シハーム・シュライテフと有本恵子は病院での出産以来の知り合いのようにみえたという。
ジェンキンスによれば、シハームは数年に一度里帰りが許される特別待遇を受け、数週間の間、レバノンかイタリアに住む母親のもとへ帰ることができ、母からの仕送りや手紙を受け取ることもできた。パリッシュ夫妻はそのため、自分の家族は他の4家族よりも身分が上であるように振舞うことがあったという。
夫のジェリー・パリッシュは1998年に死去した。シハームの母ハイダールは2005年12月、日本を訪れ、東京および大阪で開かれた「家族会」「救う会」、「拉致議連」主催の国民大集会に参加して娘の解放を訴え、第3次小泉改造内閣の麻生太郎外務大臣、安倍晋三内閣官房長官とも面談した。